# Coherència atòmica
En física, la coherència atòmica és la coherència induïda entre els nivells d'un sistema atòmic multinivell i un camp electromagnètic.
L'estat intern d'un àtom es caracteritza per una superposició d'estats excitats i els seus nivells d'energia associats. En presència de camps electromagnètics externs, els nivells d'energia de l'àtom adquireixen pertorbacions als estats excitats que descriuen l'estat intern de l'àtom. Quan la fase adquirida és la mateixa en el rang d'estats interns, l'àtom és coherent. La coherència atòmica es caracteritza pel temps durant el qual l'estat intern de l'àtom es pot manipular de manera fiable.

## Mesura de la coherència
La coherència atòmica es pot caracteritzar pel temps de coherència. Per exemple, el contrast de les franges de Ramsey s'ha utilitzat per mesurar el temps de relaxació, {\textstyle T_{2}}, en un ió atrapat i en àtoms neutres. De la mateixa manera, el temps de coherència es pot caracteritzar mesurant la transferència de població al llarg del temps d'un àtom que pateix oscil·lacions de Rabi.

## Exemples

### Interferometria atòmica
Un interferòmetre àtom crea feixos atòmics coherents, on la coherència és respecte a la fase de l'ona de Broglie de l'àtom.

### Salt de Rabi
Si un electró d'un sistema atòmic de dos nivells és excitat per una radiació electromagnètica coherent d'amplada de línia estreta, com un làser, que està en ressonància amb la transició de dos nivells, l'electró saltarà a Rabi. Durant el flop de Rabi, l'electró oscil·la entre els estats bàsic i excitat i es pot descriure mitjançant una rotació contínua al voltant de l'esfera de Bloch.

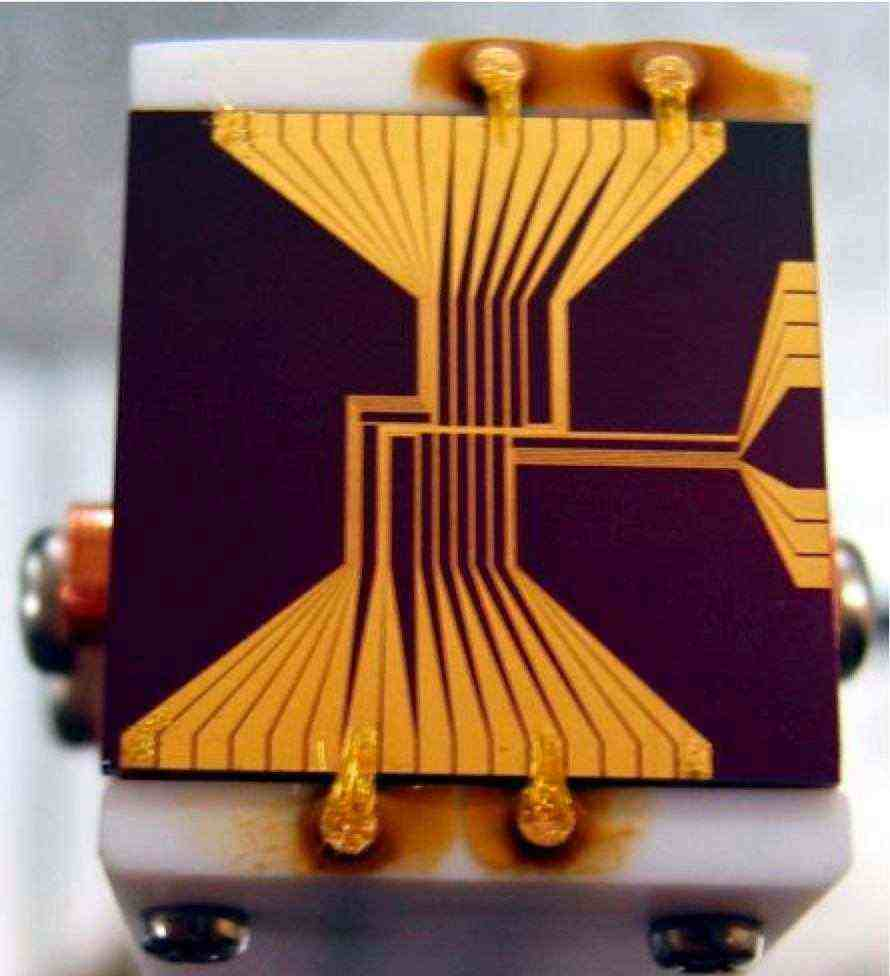
La primera trampa atòmica de microxip, dissenyada a l'Institut de Ciència del Làser, Japó. L'estructura dels cables està pintada amb or al substrat aïllant. El cable principal té forma de Z; el camp magnètic permet atrapar àtoms neutres a causa del seu moment magnètic. El vaixell té mides de 2 x 2 cm. Es va col·locar al camp magnètic uniforme (la font d'aquest camp no es mostra a la figura); l'atrapament es realitza per als anomenats "àtoms que busquen un camp magnètic baix". Els únics àtoms amb energia positiva de camp de spin van quedar atrapats. El mínim del camp es realitza al costat del xip, a prop de la part central de l'elèctrode z amb corrent elèctric.

Si en comptes d'un únic sistema de dos nivells, un conjunt de sistemes idèntics de dos nivells (com una cadena d'àtoms idèntics en una trampa d'ions) es prepara i s'adreça contínuament amb un làser, tots els àtoms fracassaran de manera coherent en Rabi. Tots els sistemes de dos nivells tindran inicialment una fase relativa definida i el sistema serà coherent.
A mesura que els àtoms experimenten una emissió espontània aleatòria, les seves oscil·lacions de Rabi acumularan una fase relativa aleatòria entre si i es tornaran decoherents. En experiments reals, el soroll del camp magnètic ambiental i l'escalfament tèrmic de les col·lisions entre àtoms provoquen una decoherència més ràpida que l'emissió espontània aleatòria i són les incerteses dominants quan s'executen rellotges atòmics o ordinadors quàntics d'ions atrapats. La coherència atòmica també es pot aplicar a sistemes multinivell que requereixen més d'un làser.
La coherència atòmica és essencial en la investigació sobre diversos efectes, com ara la transparència induïda electromagnèticament (EIT), el làser sense inversió (LWI), el pas adiabàtic raman estimulat (STIRAP) i la interacció òptica no lineal amb una eficiència millorada.
Els sistemes atòmics que demostren una superradiància contínua presenten un temps de coherència llarg, una propietat compartida amb els làsers.